# Guczoghy György
Guczoghy György (Budapest, 1962. március 3. –) olimpiai bronzérmes, háromszoros Európa-bajnok magyar válogatott tornász, edző, vállalkozó.

## Élete
Rakoncátlan, nehezen kezelhető kisfiú volt, ezért tanácsolták édesanyjának – aki rendelkezett némi tornászmúlttal –, vigye el valahova tornászni. Így 1970-től 1989-ig a Budapesti Honvéd versenyzője lett. Edzője Kisteleki Antal. Minden idők legfiatalabb (17 éves) felnőtt Európa-bajnoka volt. 1896-óta a tornászok között világversenyeken (Eb, vb, olimpia) a legtöbb (95 pont 12 világversenyen) nemzetközi pontot szerzett versenyző
Évtizeden át családi vállalkozásban, egy víz–gáz szerelvényboltban dolgozott. 1986-ban a Testnevelési Főiskolán szerzett szakedzői diplomát. 1989-től a Honvéd Margit-szigeti szabadidőközpontja fitneszklubját vezeti. 1996-tól a Jumping Jack Aerobic Club vezetője. Volt felesége Simkó Andrea aerobikversenyző. A Nemzeti Sportcsarnok, Tornacsarnok, Jégszínház büféjének vezetője.

## Díjai, elismerései
- Az év magyar ifjúsági sportolója (1979)
- Az év magyar sportolója (1983)

## Eredményei

### Magyar Bajnokság
- 1981-ben: egyéni összetett (1)-, lólengés (1)
- 1982-ben: egyéni összetett (1)
- 1983-ban: gyűrű (1)-, korlát (1)
- 1984-ben: egyéni összetett (1)
- 1985-ben: egyéni összetett (1)-, csapat (1)-, lólengés (1)-, gyűrű (1)-, korlát (1)-, nyújtó (1)
- 1986-ban: csapat (1)-, egyéni összetett (1)-, lólengés (1)-, nyújtó (1)
- 1987-ben: egyéni összetett (1)-, lólengés (1)-, gyűrű (1)-, korlát (1)-, nyújtó (1)
- 1988-ban: egyéni összetett (1)

### Világbajnokság
- 1981-ben a moszkvai világversenyen harmadik lólengésben.
- 1983-as budapesti világtornán ezüstérmes lólengésben, ötödik egyéni összetettben.
- 1989-ben a világbajnoki tornán csapatban 5.

### Olimpia
A Szovjetunióban, Moszkva városában rendezték, a XXII., az 1980. évi nyári olimpiai játékok torna döntőit, ahol tagja volt az olimpiai bronzérmes csapatnak (Donáth Ferenc, Guczoghy György, Kelemen Zoltán, Kovács Péter, Magyar Zoltán, Vámos István).
Dél-Koreában, Szöulban rendezték, a XXIV., az 1988. évi nyári olimpiai játékok torna versenyeinek döntőit, ahol csapatban  hatodik helyezett lett, egyéniben az előkelő nyolcadik helyen zárt.

### Európa-bajnokság
- 1979-ig nem emelkedett ki a mezőnyből, amikor Bordán Dezső szövetségi kapitány fiatalítási kampányt hirdetett meg. Egy sérülését követően, jóformán minden előzmény nélkül került ki az esseni felnőtt tornára, ahol nagy meglepetésre lólengésben holtversenyben aranyérmes, egyéni összetettben 19. lett.
- 1981-ben Rómában lólengésben aranyérmes, egyéni összetett (6)-, talaj (6)-, korlát (5)-, nyújtó (4)
- 1983-ban a várnai tornán lólengésben aranyérmes, összetett egyéniben, talajon, gyűrűn és korláton bronzérmes, ugrás (7)
- 1985-ben az oslói tornaversenyen második lólengésben.
- 1987-ben a moszkvai versenyen bronzérmes összetett egyéniben, talajon és nyújtón.
- 1989-ben csapat (5)

## Sportvezetőként
Egy-két évig elnökségi tag volt a szövetségben.